# Polemon fulvicollis
Polemon fulvicollis är en ormart som beskrevs av Mocquard 1887. Polemon fulvicollis ingår i släktet Polemon och familjen Atractaspididae.
Denna orm förekommer i centrala Afrika från Kamerun till östra och centrala Kongo-Kinshasa. Arten lever i låglandet och i kulliga områden upp till 900 meter över havet. Den vistas främst i fuktiga skogar och har maskormar av släktet Typhlops samt andra ormar som föda. Polemon fulvicollis gräver i lövskiktet och i det översta jordlagret. Honor lägger ägg.
För beståndet är inga hot kända. Hela populationen anses vara stabil. IUCN listar arten som livskraftig (LC).

## Underarter
Arten delas in i följande underarter:
- P. f. fulvicollis
- P. f. gracilis
- P. f. graueri
- P. f. laurenti